# Cheyennes
Pour les articles homonymes, voir Cheyenne.
Les Cheyennes sont une nation amérindienne des Grandes Plaines, proches alliés des Arapahos et généralement alliés des Lakotas (Sioux). Ils sont l'une des plus célèbres et importantes tribus des Plaines. Dans leur langue maternelle, ils se nomment « Tsitsistas » ou « Sutai ». La nation Cheyenne est composée de l'union de deux tribus, les Tsitsistas et les Sotaae'o. Elle incluait dix bandes, dont les territoires s'étendaient sur l'ensemble des Grandes Plaines, du sud du Colorado aux Black Hills dans le Dakota du Sud. Au début du XIXe siècle, la tribu s'est séparée en deux groupes : celui du sud restant près de la Platte River et celui du nord vivant près des Black Hills à proximité des tribus Lakotas.
Les Cheyennes du Montana et de l'Oklahoma parlaient tous deux la langue cheyenne, avec seulement quelques éléments de vocabulaire différenciant les deux groupes. La langue cheyenne est une langue tonale faisant partie du grand groupe des langues algonquiennes.
Les Cheyennes occupaient autrefois une grande partie des États-Unis. Aujourd'hui, ils vivent en ville en tant que civils[Quoi ?] américains, ou bien dans des réserves. On recensait en 2013, 22 970 Cheyennes, dont 10 840 Cheyennes du Nord et 12 130 Cheyennes du Sud.

## Ethnonymie
On a longtemps supposé que le nom « Cheyenne » était dérivé du français « chien », corroboré en ce sens par le fait qu'une importante société guerrière cheyenne se nomme les Chiens soldats. On sait aujourd'hui qu'il provient du nom que leur donnaient les Sioux, Shā hī' yē na ou Sha hī' ē la, qui signifie « ceux qui parlent une langue étrangère ».
Les Cheyennes se nomment eux-mêmes « Tsistsistas » qui signifie « le peuple ».

## Histoire

### Général
En 400 ans, les Cheyennes ont dû s'adapter à quatre modes de vie différents. Premièrement, au XVIe siècle, ils vivaient dans les régions boisées de l'est et étaient un peuple sédentaire et agriculteur, plantant du maïs, des haricots et du riz sauvage. Ensuite ils vécurent dans les actuels États du Minnesota et du Dakota du Sud, où ils continuèrent à cultiver et commencèrent à chasser le bison des Grandes Plaines du fait de la colonisation européenne empiétant constamment leur territoire et les expulsant de leur zone initiale de peuplement. Lors de la troisième époque, les Cheyennes abandonnèrent leur style de vie sédentaire et cultivateur pour devenir une tribu des plaines à part entière. La dernière phase est celle de la réserve.

### Les guerres indiennes

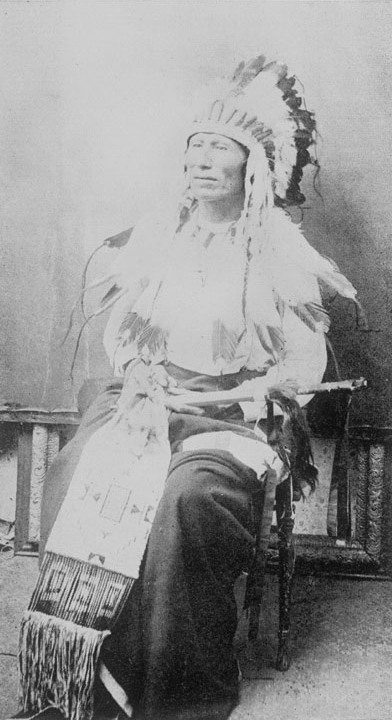
Le chef Cheyenne Dull Knife.

Lors des guerres indiennes, les Cheyennes furent les victimes en 1864 des assassins du massacre de Sand Creek pendant lequel la milice du Colorado sous les ordres du colonel John Chivington tua 133 Cheyennes, dont plus d'une centaine de femmes et d'enfants. Ceci lança les Cheyennes dans une guérilla de représailles contre les Blancs, notamment les Dog Soldiers (Hotamétaneo'o). Pour répliquer à ces raids, le 7e de cavalerie commandé par le lieutenant-colonel George Armstrong Custer attaqua le matin du 27 novembre 1868 sur la Washita (Oklahoma) un camp Cheyenne accusé de raids dirigés par le chef Black Kettle. Ce dernier, rescapé du massacre de Sand Creek, prônait la paix entre les Blancs et les Amérindiens. Environ une soixantaine de Cheyennes furent tués, dont approximativement la moitié étaient des femmes et des enfants. Quelques années plus tard, les Cheyennes du Sud accepteront de partager une réserve avec les Arapahos en Oklahoma. Les Cheyennes du Nord, et quelques Cheyennes du Sud participèrent à la bataille de Little Bighorn (25 juin 1876). Avec les Lakotas et une petite bande d'Arapahos, ils écrasèrent George Armstrong Custer et son contingent de 647 hommes près de la rivière Little Bighorn, tuant ou blessant 323 soldats, dont Custer lui-même et 215 de ses hommes.
Après la bataille de Little Bighorn, les tentatives de l'armée américaine de capturer les Cheyennes s'intensifièrent et les forcèrent à la reddition. Les 973 Cheyennes du Nord furent envoyés dans les Territoires indiens de l'Oklahoma en 1877. Là-bas, les conditions de vie étaient terribles, les Cheyennes du Nord n'étant pas habitués au climat, et bientôt beaucoup furent atteints de malaria. En 1878, les deux principaux chefs, Little Wolf et Morning Star (Dull Knife), réclamèrent la libération des Cheyennes afin qu'ils puissent retourner vers le nord. Devant le silence des autorités, un groupe d'environ 350 Cheyennes, dont au maximum une centaine de combattants, quitta les Territoires indiens en direction du nord, mené par ces deux chefs. Les soldats de l'armée et des volontaires civils, dont on estime le nombre total à 13 000, furent rapidement à leur poursuite. Les Cheyennes parvinrent à éluder toutes les tentatives pour les capturer et s'approvisionnèrent en vivres et en chevaux en pillant des colons dans l'est de Kansas, tuant 41 hommes et adolescents. La bande laissa derrière elle de nombreux traînards qui furent tués ou capturés. Après avoir franchi la ligne de chemin de fer Transcontinentale, elle se sépara rapidement en deux groupes. Le groupe mené par Little Wolf retourna dans le Montana où il passa un hiver très rude avant de se rendre au printemps suivant à un lieutenant de l'armée américaine qui était un ami personnel de Little Wolf.
La bande de Morning Star fit sa reddition au Fort Robinson, au Nebraska. D'abord bien accueillie par la garnison, elle sera mise en détention en raison de son refus de retourner en Oklahoma. Les conditions devinrent de plus en plus difficiles à la fin de l'année 1878, et bientôt, les Cheyennes furent confinés dans leurs quartiers, sans nourriture  ni eau ni chauffage, pour les faire plier.
En janvier 1879, Morning Star et ses compagnons s'évadèrent de Fort Robinson. La plupart furent abattus en s'enfuyant du fort. On estime à cinquante le nombre de rescapés, qui rejoignirent les autres Cheyennes du Nord dans le Montana. Grâce à leur détermination et à leur sacrifice, les Cheyennes du Nord ont gagné le droit de demeurer dans le nord près des Black Hills. En 1884, par ordre de l'exécutif, une réserve destinée aux Cheyennes du Nord fut établie dans le sud-est du Montana. Cette réserve fut étendue en 1890, pour s'étendre de la réserve crow à l'ouest à la rivière Tongue (Wyoming) à l'est.
La réserve des Cheyennes et des Arapahoes du Sud fut supprimée lors de la création de l'État d'Oklahoma, les terres étant réparties ensuite entre les membres de ces deux peuples (allotment).

## Organisation

### Tribus
Les dix tribus cheyennes, séparées tout d'abord en deux groupes (celles du Sud et celles du Nord), furent ensuite trois, à la suite du bannissement du chef des chiens soldats Porcupine Bear à la fin des années 1830.

### Gouvernance
Chacune des dix tribus avait plusieurs chefs qui régissaient les affaires internes de la tribu. Les affaires concernant toute la Nation cheyenne (traités, accords de paix, etc.) étaient discutées par le Conseil des Quarante-Quatre. Celui-ci était formé de 44 chefs (4 par tribu et 4 désignés pour leur mérite parmi les anciens membres).
Les affaires relatives à la chasse, à la discipline interne, aux cérémonies, à la guerre, étaient gérées par les Sociétés guerrières cheyennes au nombre de six. L'une d'entre elles était désignée par le Conseil des Quarante-quatre pour prendre la direction des affaires pour l'ensemble du peuple cheyenne.

## Cheyennes célèbres
- Roman Nose, guerrier célèbre et respecté de la fin du XIXe siècle.
- Little Wolf, chef célèbre du milieu et de la fin du XIXe siècle.
- Tall Bull, guerrier célèbre
- Yellow Wolf, chef célèbre mort au Massacre de Sand Creek
- Jimmy Carl Black, chanteur et batteur du groupe The Mothers of Invention
- Ben Nighthorse Campbell, ancien sénateur américain pour l'État du Colorado
- Joseph Fire Crow (en), flûtiste
- W. Richard West, Sr., surnommé "Dick West" ou Wahpahnahyah, peintre et éducateur, directeur de département d'Arts au Bacone College

## Dans la culture populaire

### Cinéma et télévision
- 1964 : Les Cheyennes (Cheyenne Autumn), de John Ford
- 1970 : Little Big Man, d'Arthur Penn
- 1993 : La série Docteur Quinn, femme médecin, dont les événements ont lieu à Colorado Springs à la fin des années 1860
- 1995 : Le Dernier des Cheyennes, de Tab Murphy
- 2008 : Les Cheyennes : plus qu'un peuple, de Yannick Ceugnart
- 2011 : Hell on Wheels : L'Enfer de l'Ouest, de Joe Gayton et Tony Gayton
- depuis 2012 : La série Longmire, d'après les romans de Craig Johnson
- 2017 : Hostiles de Scott Cooper

### Musique
- Couleur Cheyenne, Gérard Jaffrès
- Devenir Cheyenne, Pow Wow
- Cheyenne Spirit, Edenbridge
- Cheyenne Autumn, Jean-Louis Murat
- Cheyenne, Rose Laurens
- Cheyenne, Soldat Louis
- Cheyenne, Nâdiya
- Cheyenne Song, Gaëtane Abrial
- Cheyenne, Greyson Chance
- Cheyenne anthem, Kansas
- Vallée des larmes Christophe Maé
- Cheyenne, Jason Derulo

### Littérature
- Howard Fast, La Dernière Frontière (The Last Frontier - 1re édition américaine : 1941), Gallmeister, 2014, traduit par Catherine de Palaminy
- Jim Fergus, Mille femmes blanches (One Thousand White Women: the Journals of May Dodd - 1re édition américaine : 1998, 2de édition juillet 2011), Le Cherche midi, 2000, traduit par Jean-Luc Piningre
- Dan Simmons, Collines noires (Black Hills, 2010), Robert Laffont, 2013, traduit par Odile Demande